# オリガ・サファイア

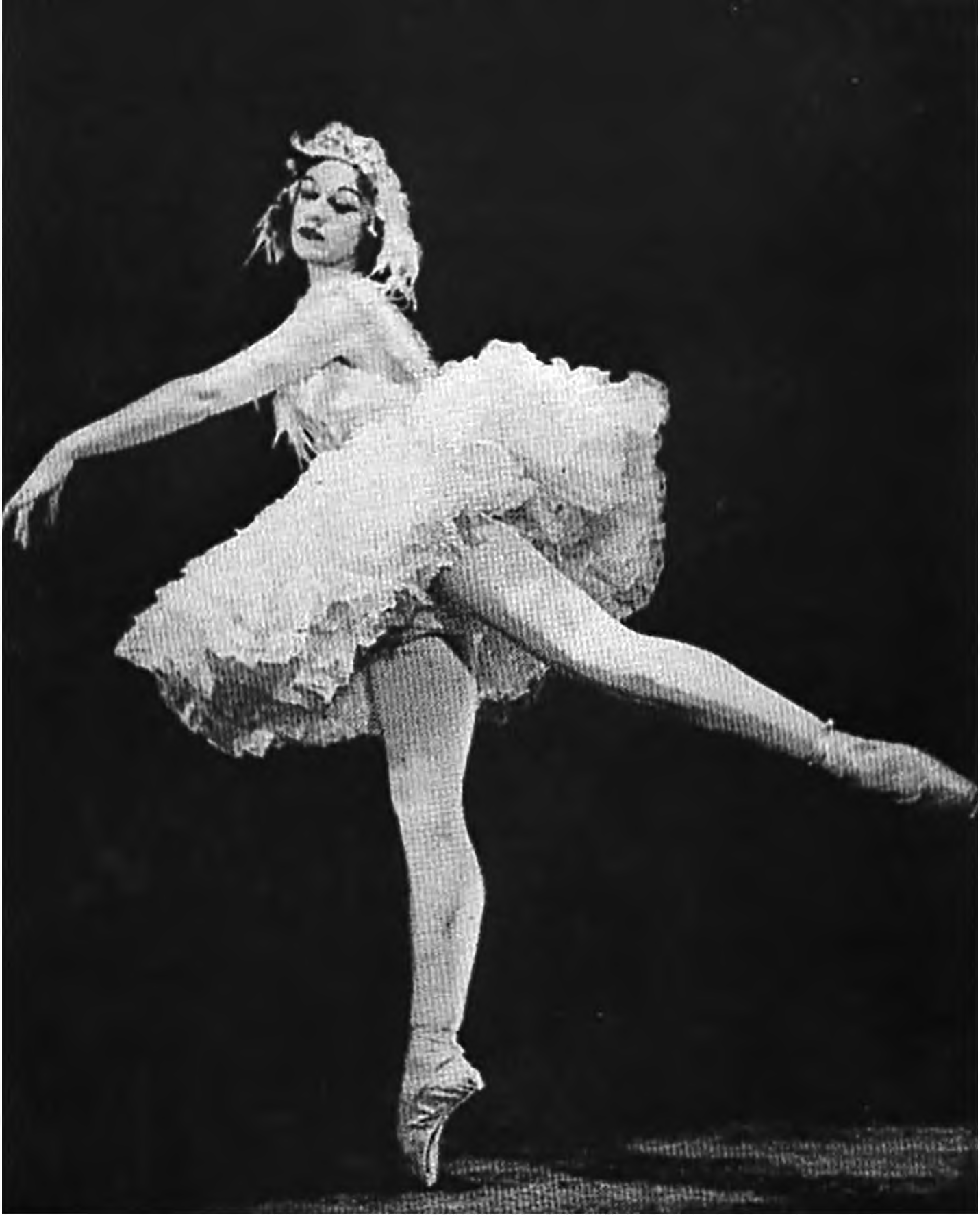
『瀕死の白鳥』を踊るオリガ・サファイア（1937年）

オリガ・サファイア（Olga Sapphire、1907年6月28日 - 1981年6月20日）は、ロシア出身の日本のバレリーナである。日本人外交官と結婚後、1935年に日本国籍を取得して1936年に来日し、正統派のロシア＝ソビエトバレエの理論と技術を日本に伝えた最初の人物である。日本名は清水 みどり（しみず みどり）。

## 生涯

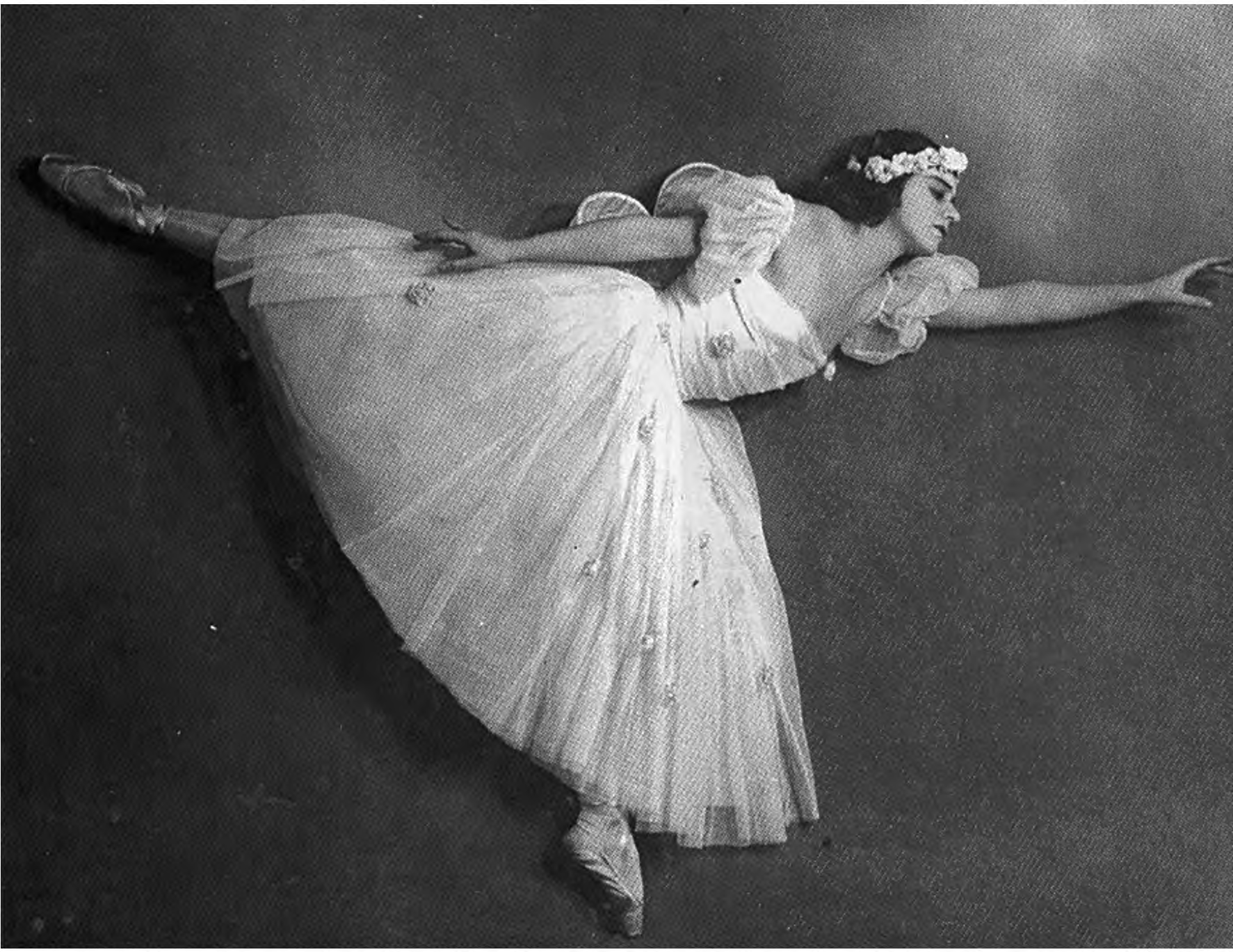
『ジゼル』を踊るオリガ・サファイア（1936年）

本名をオリガ・イワーノヴナ・パヴロワ（Olga Ivanovna Pavlova）といい、サンクトペテルブルクでドイツ系の技術者の家庭に生まれた。1918年頃からサンクトペテルブルクにあったミクロス男爵のバレエ学校でバレエを始めた。この学校がロシア革命の影響で閉鎖した後、アキム・ヴォルインスキー（Akim L'vovich Volynskii、1868年 - 1926年）が開いていたバレエ学校を経て1924年にレニングラード・バレエ学校へ移った。レニングラード・バレエ学校では、名教師として知られたボリス・ロマノフなどに師事した。そのときの同級生には、ワフタング・チャブキアーニ（en:Vakhtang Chabukiani）やコンスタンチン・セルゲーエフ（en:Konstantin Sergeyev）などがいた。セルゲーエフとは、卒業公演でパートナーを組んでいる。
卒業後は地方巡業のバレエ団でプリマを務め、『赤いけし』のヒロイン「タオ・ホア」などを踊ってシベリアや中央アジアなどで舞台に立った。1933年、駐ソビエト連邦大使館員だった外交官の清水威久と結婚し、1935年に日本国籍を取得した。サファイアは当時の駐ソビエト大使の紹介で宝塚少女歌劇の創設者小林一三と面会し、開設間もない日劇にロシア＝ソビエトバレエを伝授してほしいと頼まれていた。サファイアはこの申し出を受け容れることにして、1936年5月14日に来日した。
来日後、小林の推薦で日劇ダンシングチームのバレエ教師に就任した。レニングラード・バレエ学校で正規のバレエ教育を受けた彼女は、正統派のロシア＝ソビエトバレエの理論と技術を日本に導入した最初の人物であり、バレエ上演のノウハウを伝えた人物でもある。当時の日劇支配人、秦豊吉はサファイアのよき理解者であり、ダンサーたちの教育や正規の振付などを彼女に任せた。1937年には「ロシアバレエの試み」（『白鳥の湖』から4羽の白鳥の踊りなどの抜粋を含む）や「古典バレエの試み」を日劇ダンシングチームに振り付け、自らも舞台に立った。当時の日劇でサファイアの教えを受けた者の中には、松山樹子、松尾明美、谷桃子、そしてエリアナ・パヴロワの門下生で、サファイアのパートナーを務めた東勇作など、後の日本バレエ界において重要な役割を果たすことになる人物が多く含まれ、日劇バレエの黄金期を築くことになった。
日劇には1951年まで在籍し、1953年に帝劇で開催された「オリガ・サファイア夫人謝恩舞踊会」を最後に引退した。その後は自宅に開いた稽古場でバレエの指導を続け、1981年に東京で死去した。サファイアは夫の協力を得て3冊の本を執筆し、それは日本でバレエの道を志す者たちに多くの影響を与えた。サファイアの生涯については、弟子の1人だった佐藤俊子が著書『北国からのバレリーナ -オリガ・サファイア-』に記述している。

## 著書
- 『バレエ読本』（1950年）
- 『バレエを志す人へ』（1953年）
- 『私のバレエ遍歴』（1982年）